# Chada-Bułak (rejon borziński)
Chada-Bułak (ros. Хада-Булак) – wieś w Rosji, w Kraju Zabajkalskim, w rejonie borzińskim. W 2021 liczyła 496 mieszkańców.